# Radimir Čačić
Radimir Čačić, född den 11 maj 1949 i Zagreb, är en kroatisk politiker och affärsman som sedan den 23 december 2011 är Kroatiens vice premiärminister samt Kroatiens ekonomiminister. 
Mellan 2005 och 2008 var han landshövding (župan) i Varaždins län och han är sedan 2008 partiledare för Kroatiska folkpartiet – liberaldemokraterna. 